# 나미브저빌속
나미브저빌속(Gerbillurus)은 쥐과 황무지쥐아과에 속하는 설치류 속이다. 4종으로 이루어져 있다.

## 특징
작은 설치류로 머리부터 몸까지 몸길이는 90~120mm, 꼬리 길이는 95~156mm 몸무게는 최대 37g이다.

## 분포
아프리카 남부에 널리 분포하는 작은 육상성 설치류다.

## 하위 종
- 털북숭이발저빌 (G. paeba)
- 나미비아붓꼬리저빌 (G. setzeri)
- 모래언덕털북숭이발저빌 (G. tytonis)
- 붓꼬리털북숭이발저빌 (G. vallinus)